# Grapholita delineana
Grapholita delineana es una especie de polilla del género Grapholita, tribu Grapholitini, familia Tortricidae. Fue descrita científicamente por Walker en 1863.
La envergadura es de unos 11,5-15 milímetros. Se distribuye por Asia: China.